# Miki Takeo
Miki Takeo (三木 武夫 (Tam Mộc Võ Phu) Miki Takeo, 17 tháng 3 năm 1907 – 14 tháng 11 năm 1988) là chính trị gia người Nhật giữ chức Thủ tướng Nhật Bản từ năm 1974 đến năm 1976.

## Thiếu thời và gia đình

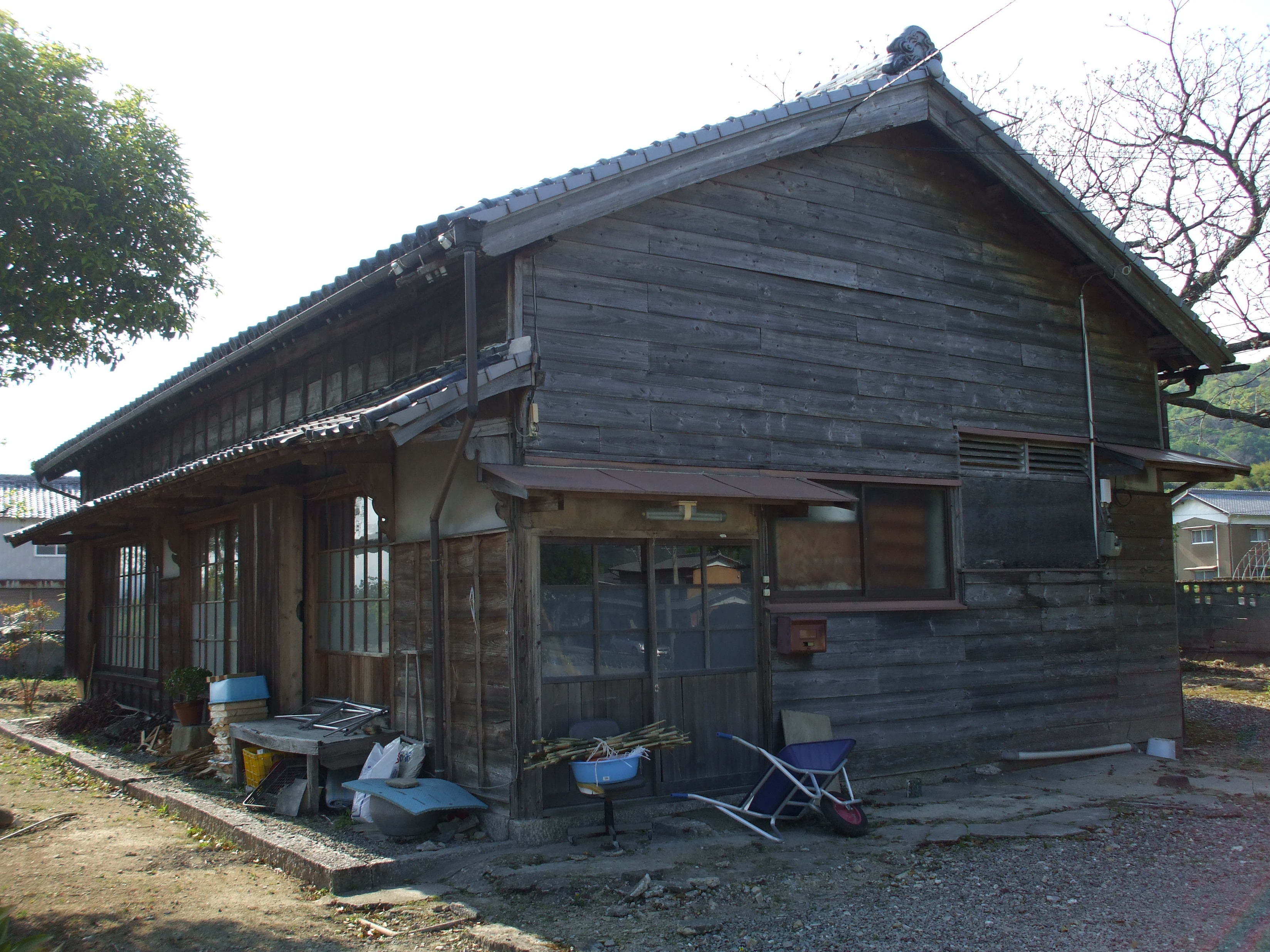
Nơi sinh của Miki Takeo

Miki Takeo sinh ngày 17 tháng 3 năm 1907, tại Gosho, tỉnh Tokushima (ngày nay là Awa, Tokushima), là con một của nông dân-thương gia Miki Hisayoshi và vợ Takano. Ngoài việc làm nông, cha ông còn buôn bán phân bón, rượu sake, gạo và hàng hóa nói chung, mặc dù ông không phải là một nông dân giàu có (gōnō) hoặc từ một gia đình có dòng dõi (kyūke). Hisayoshi sinh ra ở Kakihara, gần Gosho, với một nông dân Rokusaburō Ino'o, và sau một thời gian ngắn làm việc ở Osaka, ông trở về và bắt đầu làm việc cho gia đình Shibata, chủ đất lớn nhất ở Gosho. Ông gặp Miki Takano, con gái của người nông dân Miki Tokitarō, khi cả hai đang làm việc cho gia đình Shibata. Hisayoshi lấy họ của Takano sau khi kết hôn, và đôi tân hôn được gia đình Shibata tặng cho một ngôi nhà.
Khi Miki được sinh ra, Hisayoshi 33 tuổi và Takano 38 tuổi, Miki được nuôi dưỡng bằng tình yêu thương vì ông là đứa con duy nhất. Mẹ ông đặc biệt cẩn thận trong việc chăm sóc sức khỏe của ông.
Trong khi học tại Khoa luật của Đại học Minh Trị, Miki đã có thể đến thăm Hoa Kỳ, nơi ông đã tận mắt chứng kiến cả Anglo-American, xã hội tự do cũng như ác cảm của xã hội đó đối với các quốc gia toàn trị như Đức Quốc xã, Phát xít Ý, và Liên Xô. Ông theo học tại Đại học Nam California ở Los Angeles, và được trao bằng tiến sĩ danh dự về luật từ tổ chức này vào năm 1966.

## Sự nghiệp chính trị trước khi vào LDP

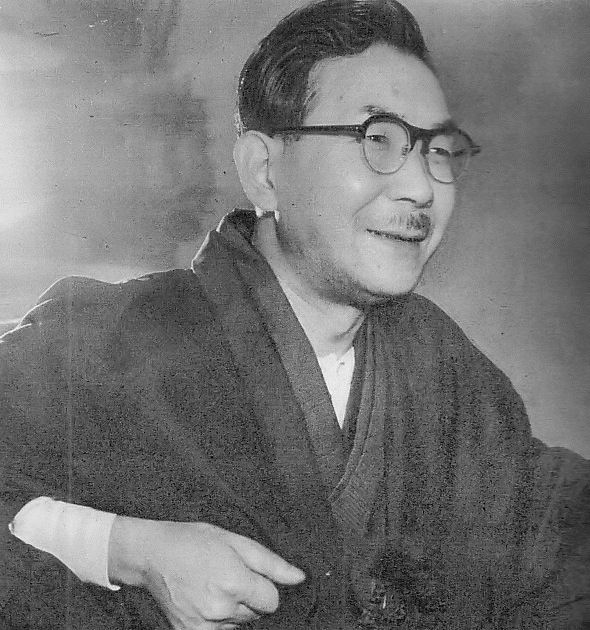
Miki Takeo vào ngày 10 tháng 3 năm 1952 trên Mainichi Shimbun

Năm 1937 Miki được bầu vào Quốc hội; ông vẫn ở đó trong suốt quãng đời còn lại của mình, chiến thắng trong cuộc bầu cử lại không ít hơn 19 lần trong suốt 51 năm. Trong Tổng tuyển cử năm 1942 ông đã công khai lên tiếng phản đối chính phủ quân sự dưới quyền Tōjō Hideki và vẫn giành được một ghế; những nỗ lực của ông vào thời điểm này đã được hỗ trợ bởi Abe Kan, ông nội của Thủ tướng Abe Shinzō.
Trong giai đoạn trước sau chiến tranh, Miki đã lãnh đạo phe trung dung Đảng Hợp tác quốc gia trong 2 cuộc tổng tuyển cử 1947 và 1949, với thành công hạn chế. Vào đầu những năm 1950, Miki gia nhập Đảng Dân chủ của Hatoyama Ichirō, vốn là một trong hai phe bảo thủ chính vào thời điểm đó và có lập trường chỉ trích Yoshida Shigeru và Đảng Tự do. Hai phe này cuối cùng đã hợp nhất vào năm 1955 để thành lập Đảng Dân chủ Tự do ngày nay, mà Miki cũng gia nhập.